# Ministère public (Luxembourg)
En droit luxembourgeois, le ministère public, aussi nommé le parquet ou encore magistrature debout, a pour mission de représenter et de défendre les intérêts de la collectivité. En cas de violation de la loi pénale, il requiert l'application d’une sanction devant le juge.

## Rôle et missions
Le parquet reçoit les plaintes et dénonciations des victimes d'infractions, parfois par le biais de la police grand-ducale, puis décide s'il y a lieu à engager des poursuites pénales ou s'il y a lieu d'y mettre fin et dirige l'activité des officiers et agents de police judiciaire dans le ressort de son tribunal.
Le parquet peut requérir du juge d'instruction de procéder à une instruction, aussi nommée information judiciaire, dans les affaires graves ou complexes et surveille la marche des procès pénaux et peut exercer les voies de recours.
Outre ses attributions en matière pénale, le ministère public exerce aussi des fonctions en matière civile.
Tous les ans, le parquet dresse un rapport d'activités de l'année judiciaire écoulée qui est intégré dans le rapport annuel du Ministère de la Justice.

## Représentation
Le ministère public est représenté auprès de la Cour supérieure de justice et notamment auprès de la Cour d'appel et de la Cour de cassation par le Parquet général, qui a donc compétence sur tout le territoire du Grand-Duché de Luxembourg, et auprès des tribunaux d'arrondissement par un procureur et ses substituts qui forment le parquet près le tribunal d'arrondissement,.

### Parquet général
Le Parquet général est dirigé par le Procureur qui est assisté dans l'exercice de sa mission par deux procureurs généraux adjoints, de premiers avocats généraux et d'avocats généraux.
Outre ses missions auprès des juridictions supérieures, le Parquet général est notamment chargé :
- des services d’exécution des peines ;
- du Service central d’assistance sociale (SCAS) ;
- des services fournissant aux particuliers et aux avocats des renseignements judiciaires ;
- de documentations (CREDOC) ;
- du répertoire civil ;
- d'autres devoirs purement administratifs.

Depuis le 1er novembre 2018, la Cellule de renseignement financier (CRF) est mise en place, sous la surveillance administrative du Procureur général d'État.
Le Procureur général d'Etat fait office d'autorité centrale en matière d'entraide pénale internationale et en matière d'entraide judiciaire en matière civile et commerciale au sein de l'Union européenne ainsi qu'en vertu de plusieurs traités d'entraide internationale.

### Parquets d'arrondissement
Les parquets d'arrondissement assurent un service de permanence pour intervenir dans le cadre de leur mission, couvrant tout le territoire de leur arrondissement judiciaire. Il en existe deux : celui de Luxembourg et Diekirch.
Sous la direction du procureur d'État, le parquet est compétent pour la poursuite de toutes les infractions à caractère pénal ainsi que dans le cadre d'autres missions plus diverses et traite quotidiennement des dossiers pour lesquels une spécialisation n'est pas requise. Outre ces affaires de droit commun, les magistrats du parquet sont spécialisés dans la lutte contre certains types de criminalité.
Le parquet près le tribunal d'arrondissement de Luxembourg assume les fonctions du ministère public près des justices de paix de Luxembourg et d'Esch-sur-Alzette et celui de Diekirch en fait de même auprès de la justice de paix de Diekirch.
Le parquet de Luxembourg se compose :
- du procureur d'Etat ;
- de 2 procureurs d'Etat adjoints ;
- de 5 substituts principaux ;
- de 13 premiers substituts ;
- de 14 substituts.

Le parquet de Diekirch se compose :
- du procureur d'Etat ;
- d'un procureur d'Etat adjoint ;
- d'un substitut principal ;
- d'un premier substitut ;
- de 2 substituts.